# Дукат (планина)
Дукат је планина средње висине у југоисточној Србији, између изворишних кракова Драговиштице, која припада речном систему Струме у Бугарској. Издигнута је југозападно од Босилеграда, односно јужно од Власинског језера.
Са севера је оивичена Глошком и Милевском планином, са запада Доганицом, Бесном кобилом на северозападу, односно граничним планинама са Македонијом на југу, међу којима доминира венац Осоговских планина.
Има облик издуженог трокрака. Од међукраког централног врха Јурик (1 705 m) грана се у три правца која су гребенски везана. На истоку је гребен ка Црнооку, на северозападу ка Бесној кобили, који се завршава врхом Чука плоче (1 806 m), трећем по висини на Дукату. Трећи крак одваја се ка југу, ка Големом врху. Овај трокрак оивичен је речним долинама. Поменути Црноок највиши је врх ове планине са 1.881 m, а други по висини је Големи врх (1 831 m).
Дукат је изграђен од кристаластих шкриљаца прве групе и гранита. Припада Родопском планинском систему. Било је голо и на њему се налазе куће села Дуката које лежи западније.
Планина је, без обзира на туристичку неразвијеност, позната као стецишта планинара који неретко долазе у освајање врха, као и обиља флоре и фауне (боровнице, бруснице, малине, купине).

## Галерија
- Успон на Црноок.
- Успон на Црноок.
- Успон на Црноок.
- Успон на Црноок.
- Успон на Црноок.
- Успон на Црноок.
- Успон на Црноок.
- Успон на Црноок.